# Palazzo Donà della Madoneta

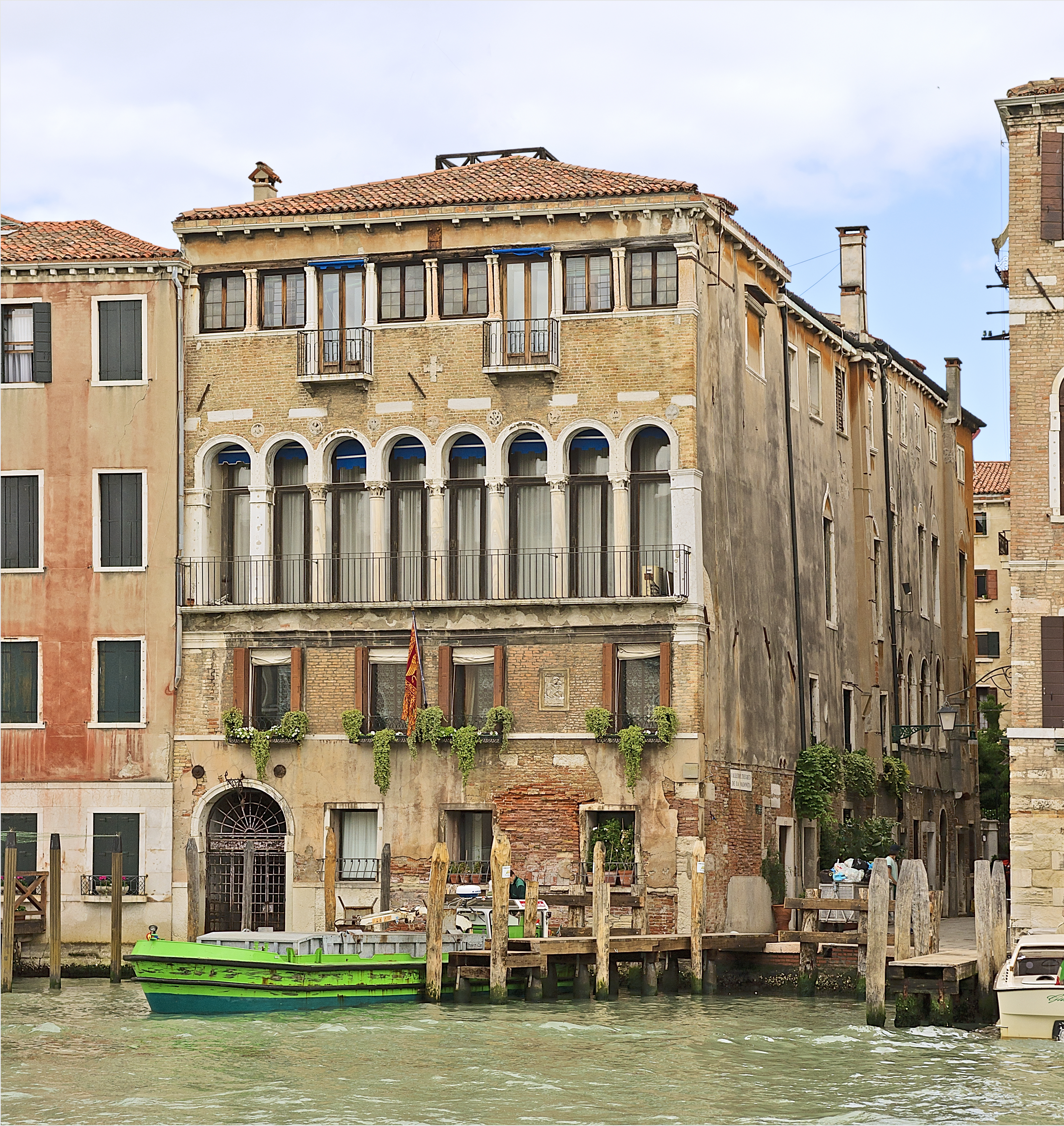
Die Schaufassade des Palazzo Donà della Madoneta auf den Canal Grande

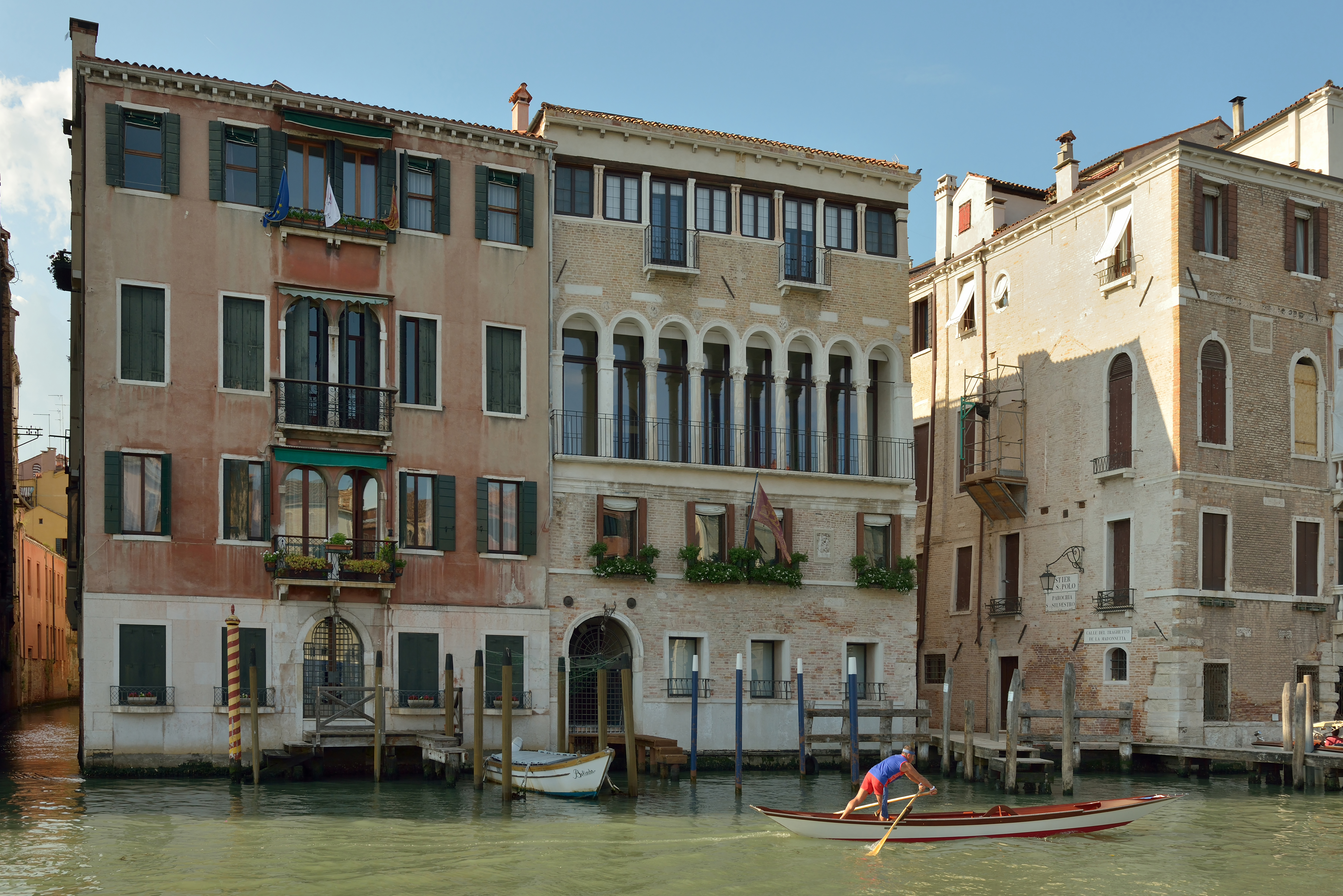
Links die Casa Sicher, dann die Palazzi Donà della Madoneta und Donà a Sant’Aponal

Der Palazzo Donà della Madoneta, auch Palazzo Donà Dolcetti, ist ein Palast im venezianischen Sestiere San Polo mit der Adresse San Polo 1429. Seine Schaufassade blickt auf den Canal Grande. Der Palast aus dem 13. Jahrhundert befindet sich zwischen der Casa Sicher und dem  Palazzo Donà a Sant’Aponal. Den Beinamen erhielt der Palast erst im 19. Jahrhundert nach einem Basrelief mit Maria und einem Putto, das an der Fassade angebracht wurde. Die Nebenfassade blickt auf die Calle della Madonnetta. Der Palast ist einer der ältesten am Canal Grande, möglicherweise ist die Ca’ da Mosto noch ein wenig älter.

## Geschichte
Das im 13. Jahrhundert stark umgebaute, nach byzantinischen Vorbildern errichtete Gebäude des 12./13. Jahrhunderts befand sich 1290 im Besitz der Erben des Angelo Signolo. Er grenzte rechts an einen leeren Platz und links an den Palazzo Emo. In der 1. Hälfte des 14. Jahrhunderts war der Palast im Eigentum zweier Witwen aus der Familie Bonino. Das große Wasserportal ist ein Werk der Renaissance.

## Beschreibung
Charakteristisch für das veneto-gotische Bauwerk des 13. Jahrhunderts sind die achtbögigen Fenster, die die gesamte Breite des Piano nobile einnehmen. Das Mezzanin ist ebenfalls stark durchfenstert. Links von dem rechten Fenster im ersten Piano nobile befindet sich das besagte Relief der Madonna mit Kind. Das obere Stockwerk weist eine Loggetta des 15. Jahrhunderts auf.